# Badbergen
Badbergen – miejscowość i gmina w Niemczech, w kraju związkowym Dolna Saksonia, w powiecie Osnabrück, wchodzi w skład gminy zbiorowej Artland.